# Список умерших в 1205 году

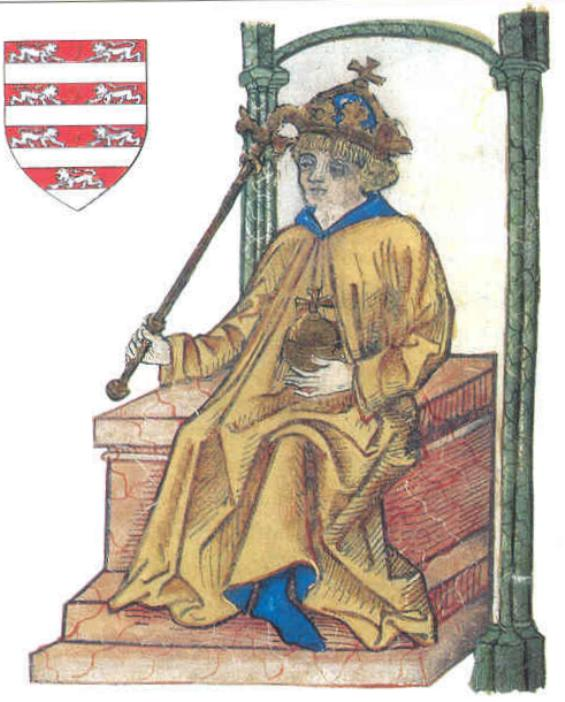
Ласло III

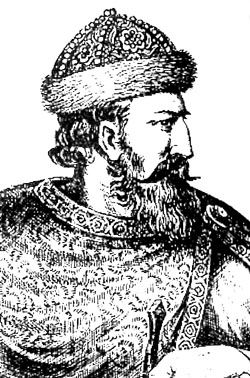
Роман Мстиславич

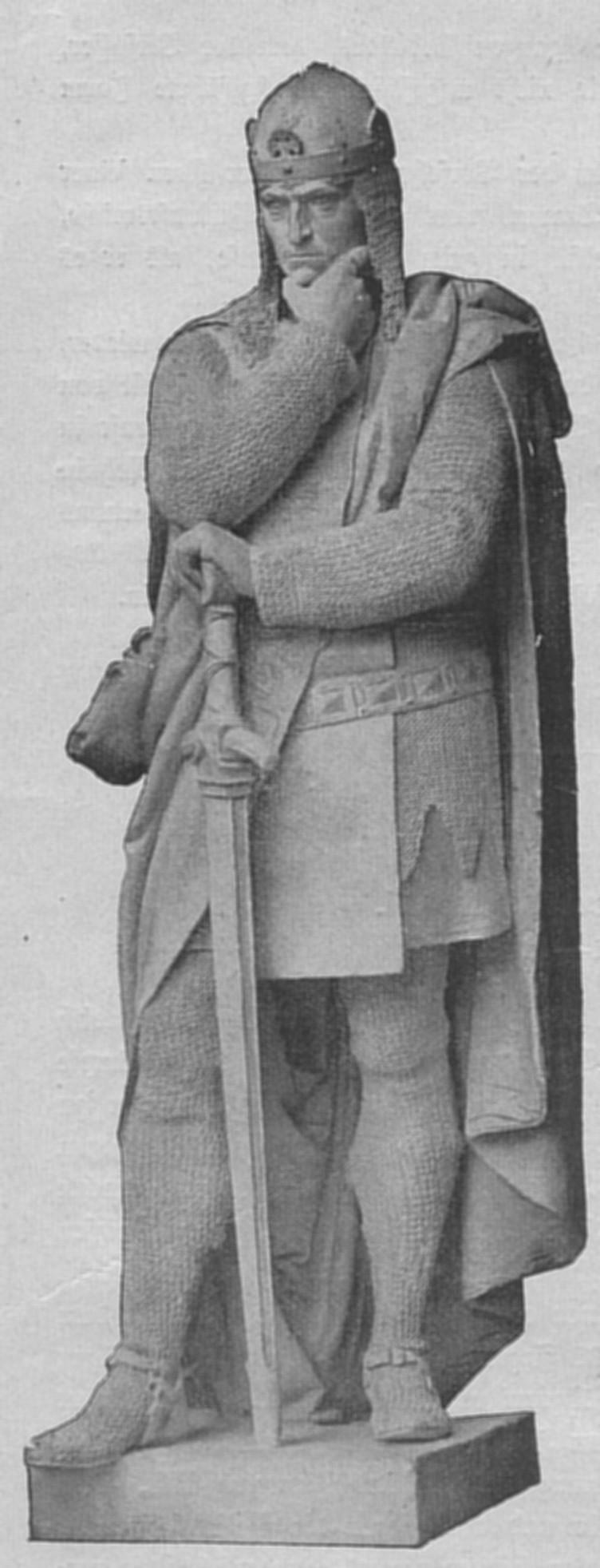
Оттон II Щедрый

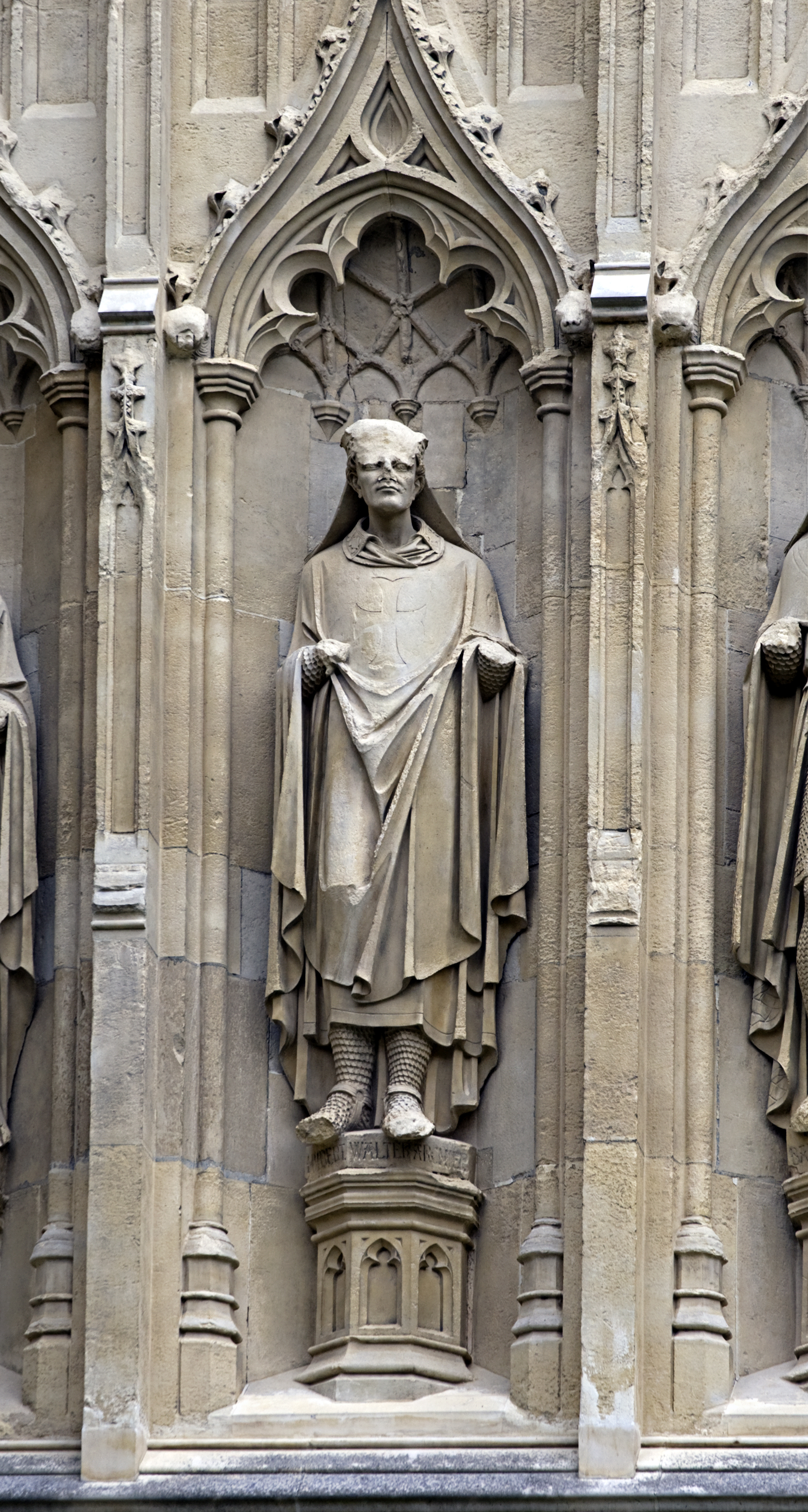
Хьюберт Уолтер

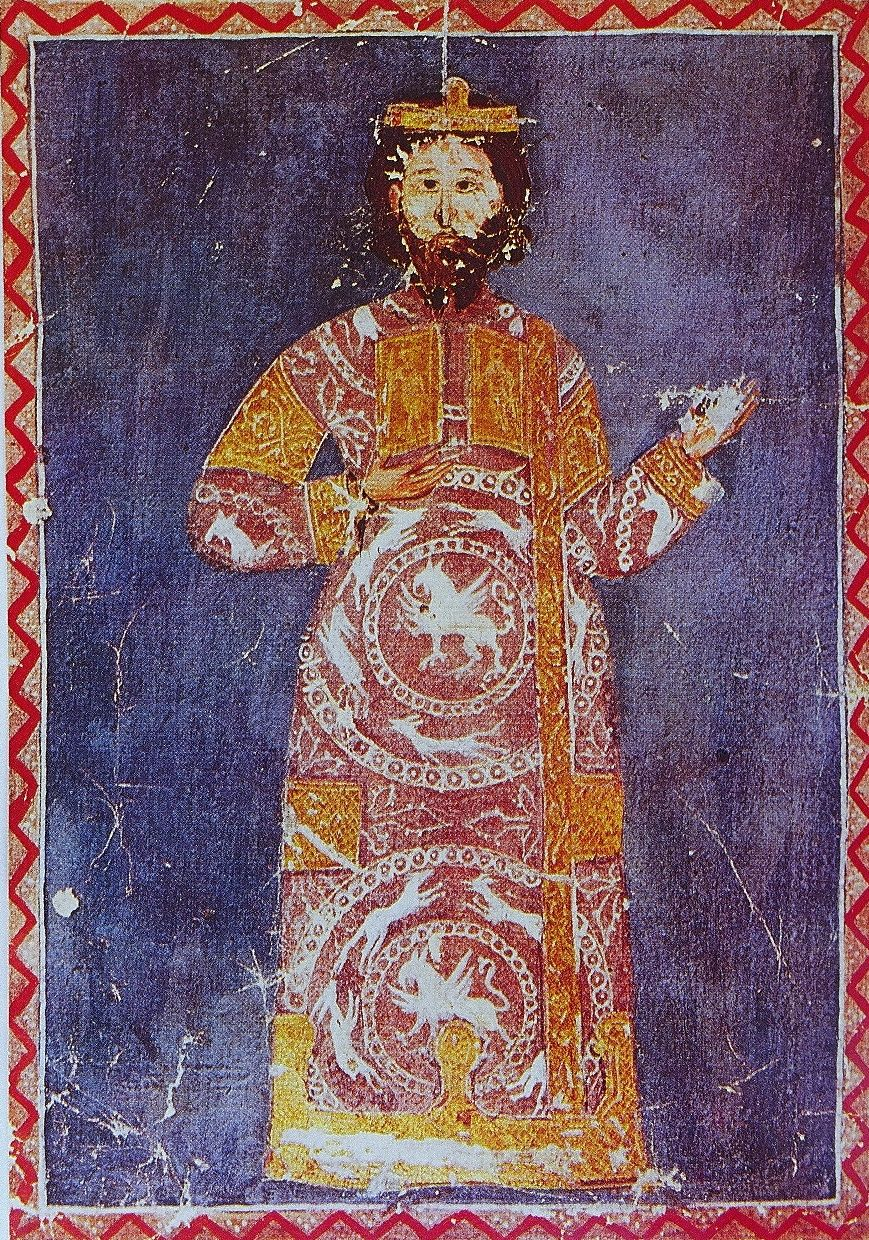
Алексей V Дука Мурзуфл

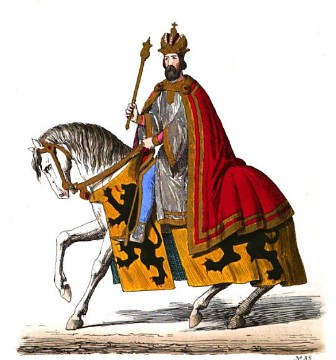
Балдуин I Фландрский

В этой статье представлен список известных людей, умерших в 1205 году.
См. также: Категория:Умершие в 1205 году

## Январь
- 2 января —  Бодуэн II де Гин — граф де Гин (1169—1205)

## Март
- 8 марта — Отто[нем.] — граф Лебенау (1191—1205)
- 19 марта
  - Константин XI Ласкарис — византийский император (1204—1205). Погиб в бою с крестоносцами.
  - Фудзивара Таканобу — японский художник, Мастер стиля японской живописи ямато-э.

## Апрель
- 1 апреля — Амори II Иерусалимский — первый король Кипра (1194—1205), король Иерусалима (1197—1205)
- 5 апреля — Изабелла Иерусалимская — Королева Иерусалима (1192—1205), королева-консорт Кипра (1198—1205), как жена Амори II Иерусалимского
- 14 апреля:
  - Гарнье де Трайнель — епископ Труа (1193—1205), участник четвёртого крестового похода;
  - Гуго IV де Сен-Поль, французский феодал, полководец и государственный деятель, автор посланий о Четвёртом крестовом походе; граф де Сент-Поль (1175—1205), сеньор Демотики (1204—1205);
  - Людовик де Блуа — граф де Блуа, Шартра, Тура, Шатодена, Провена и Реймса (1191—1205), граф де Клермон-ан-Бовези (1191—1205), погиб в сражении при Адрианополе
- 22 апреля — Гомбау де Кампоррел[исп.] — епископ Лериды (1191—1205), начал строительство собора Сеу-Велья (1203)

## Май
- 7 мая — Ласло III — король Венгрии (1204—1205)
- 16 мая — Гарсия Феррандес[исп.] — епископ Калаорры (1190—1194), епископ Памплоны (1194—1205)
- 18 мая — Михалко Степанич (старший) — новгородский посадник (1176—1177, 1180—1184, 1186—1189, 1204—1205)
- 29 мая — Рудольф I[нем.] — епископ Вердена (1189—1205), основатель Ротенбурга.
- Дандоло, Энрико — венецианский дож (1192—1205).

## Июнь
- 14 июня — Готье (Гоше) III — граф де Бриенн (1191—1205), князь Таранто (1200—1205), герцог Апулии и титулярный король Сицилии.
- 19 июня — Роман Мстиславич — князь новгородский (1168—1170), князь волынский (1170—1187, 1188—1199), князь галицкий (1188), первый князь галицко-волынский (1199—1205), великий князь Киевский (1201, 1204). Погиб в бою с поляками

## Июль
- 3 июля — Вильгельм[нем.] — епископ Сьона (1203—1205)
- 4 июля — Оттон II Щедрый — маркграф Бранденбурга (1184—1205)
- 13 июля — Уолтер, Хьюберт — юстициарий Англии (1193—1198), лорд-канцлер Англии (1199—1205), архиепископ Кентерберийский (1193—1205)

## Август
- 2 августа — Хуана де Аза[исп.] — испанская дворянка, мать Святого Доминика, святая римско-католической церкви.
- 8 августа
  - Маттео[фр.] — кардинал-дьякон de S. Teodoro (1200—1205)
  - Саварик Фицжелдевин[англ.] — епископ Бата (1191—1197), первый епископ Бата и Гластонбери (1191—1205)
- 16 августа — Лудольф фон Коппенштедт[нем.] — архиепископ Магдебурга (1192—1205)

## Сентябрь
- 2 сентября — Хьюго де Колиньи[нем.] — первый князь Колиньи, участник четвёртого крестового похода

## Октябрь
- 25 октября — Готье де Вильбеон[фр.] — первый великий камергер Франции (1196—1205).
- 27 октября — Ален IV де Роган — маркиз де Роган, участник третьего крестового похода.

## Декабрь
- Алексей V Дука — византийский император (1204). Казнён крестоносцами.

## Дата неизвестна или требует уточнения
- Ада Голландская — маркграфиня-консорт Бранденбурга (1176—1184), жена Оттона I.
- Анна Юрьевна, княгиня Киевская, вторая жена Киевского князя Рюрика Ростиславича.
- Балдуин I Фландрский — граф Фландрии как Балдуин VI (1195—1205), граф Эно как Балдуин IX (1195—1205), первый император Латинской империи (1204—1205), умер в плену у болгар.
- Гилберт Бассет, английский землевладелец, феодальный барон Уоллингфорда (с 1182), шериф Оксфордшира (1200—1201).
- Видаль, Пьер — провансальский трубадур
- Гвальтерио[фр.] — кардинал-дьякон de S. Maria in Portica Octaviae (1202—1205)
- Владимир Юрьевич — князь Муромский (1176—1205)
- Генрих фон Хюккесваген[нем.] — граф Хюккесвагена
- Генрих II[фр.] — епископ Байё (1165—1205)
- Гильом IV де Рокозель[фр.] — епископ Безье (1198—1205), убит
- Гонсало Руис — кастильский дворянин, сеньор Ла-Буреба, государственный деятель и покровитель трубадуров
- Джамуха — монгольский военный и политический лидер, главный противник Темуджина в объединении монгольских племён. Казнён Темуджином
- Елизавета де Куртене[фр.] — сеньора де Куртене (1150/1155—1183), жена Пьера I де Куртене.
- Жак д’Авен, фламандский рыцарь, крестоносец, участник Четвертого крестового похода, сеньор Негропонте (1205).
- Жанна I — пфальцграфиня Бургундии — (1200—1205)
- Жвялгайтис — первый известный по имени литовский князь, погиб в походе против ливонцев в Эстонию
- Колехур, Петер[англ.] — английский архитектор, строитель Лондонского моста
- Кылыч-Арслан III — султан Рума (1204—1205).
- Мария Шварновна, великая княгиня, первая супруга великого князя владимирского Всеволода Большое Гнездо, святая РПЦ.
- Николас Верденский — французский художник и ювелир, создатель Верденского алтаря в Клостернойбурге.
- Пьетро[итал.] — епископ Флоренции (1190—1205)
- Сибилла Ачерра — королева-консорт Сицилии (1189—1194), Жена Танкреда, регент Сицилийского королевства (1194).
- Тохтоа-беки, правитель меркитов.
- Филипп Скруп, английский землевладелец, помощник шерифа Уэстморленда (1200—1203) и шерифа Камберленда (1200—1201).
- Хатакеяма Шикетада[англ.] — японский самурай, участник войны Тайра и Минамото и последующих событий, герой литературных произведений.
- Хатакеяма Сигэясу[англ.] — японский воин периода Камакура, герой японских легенд, убит.
- Эли VI, граф Перигора.